# Malence
Malence so naselje v Občini Kostanjevica na Krki.
V vasi, na obrobju Krakovskega gozda, raste ob domačiji Cvelbar stoletni hrast dob (Quercus robur), ki s sedmimi metri obsega sodi med tri najmogočnejša drevesa te vrste v Sloveniji.